# Hernán Figueroa Reyes
Hernán Figueroa Reyes (Salta, Argentina; 14 de septiembre de 1936 - Buenos Aires, Argentina; 5 de febrero de 1973) fue un cantautor de música folklórica de Argentina. Apodado el Cantor Enamorado, tuvo una carrera prolífica que duró casi dieciocho años. Durante ese tiempo lanzó catorce vinilos como solista y dos con el grupo Los Huanca Hua, que le otorgaron un nicho en el por entonces naciente movimiento renacentista del folclore. Figueroa Reyes falleció a la prematura edad de 36 años, producto de un trágico accidente de tránsito.
Entre algunos de sus éxitos musicales se encuentran: Zamba de un Cantor Enamorado, Busco un Rincón Lejano (Tendrás un Altar), El Corralero y El Tata está Viejo.

## Biografía
Hernán Figueroa Reyes nació en la Ciudad de Salta, Argentina, el día 14 de septiembre de 1936. Sus padres fueron José Figueroa Aráoz, un escritor de profesión y Mariela Reyes, actriz, poetisa y creadora y directora del primer teatro folclórico de proyección americana: La Cacharpaya. El ambiente musical folclórico, en el que vivían ambos, hicieron que renaciera en su hijo, Hernán, la pasión por este género musical. 
En 1947, sus padres se separaron y Hernán se trasladó a la ciudad de San Isidro, Buenos Aires. De niño trabajó como empleado en un kiosko y luego en una perfumería en Retiro. Más tarde, optó por empleos como vendedor de terrenos, corredor de seguros, e incluso fue Oficial Principal del Juzgado de Instrucción en lo criminal Nº 20 de la Capital Federal.
Al terminar los estudios secundarios, comenzó abogacía en la Universidad de Buenos Aires, a la misma vez que trabajaba.
En octubre de 1960, recién cumplidos los 24 años de edad, Figueroa Reyes debuta profesionalmente con la banda de los Huanca Hua en un festival folclórico
Fue padre de 7 hijos: Hernán (h), Carina, Andrea, Martín, Gonzalo, Jimena y Florencia. Su hermano, Robustiano Araoz, también se dedicó a la música.
El 2 de febrero de 1973 sufrió un accidente de automóvil en el km 109 de la ruta nacional 9. La graves heridas que sufrió le causaron la muerte el 5 de febrero, a la edad de 36 años.

## Trayectoria musical
Aprendió a cantar y tocar guitarra con el folclorista José María de Hoyos. En 1960 integró la formación original de Los Huanca Hua, junto a Juan Carlos de Franco Terrero, Guillermo Urien y los hermanos Chango Farías Gómez y Pedro Farías Gómez. El grupo revolucionó el modo de interpretar la música folclórica, mediante complejos arreglos vocales, introduciendo la polifonía y el uso de fonemas y onomatopeyas para marcar el ritmo. Integró el quinteto hasta 1963, cuando se separó para iniciar su carrera como solista; fue reemplazado por Marián Farías Gómez.
En adelante, formó su conjunto con Emilio «Bocha» Martínez, como primera guitarra, Hernán Rapela  y Sergio (Capote) Piñero. En 1966 alcanzó su mayor éxito con la canción El corralero, de Sergio Sauvalle, y obtuvo su consagración en el Festival de Cosquín. Sus principales escenarios fueron El Palo Borracho y La Peña de Olivos.
Como solista, interpretaba obras del cancionero popular como "El corralero" (composición del chileno Sergio Sauvalle), "Para Villa María" (HF Reyes - O. Wilson), "Regalos para mamá" (W. Belloso - G. Montenegro), "Disculpe" (del escritor y compositor uruguayo H. Ferrari), "Zamba para decir adiós" (Argentino Luna), "Chacarera de un triste" (Hermanos Simón), "Por las trincheras" (C. Chazarreta - A. Giménez), "El tata está viejo" (Rafael Carret), "Tendrás un altar" (A. Polito - I. Diez), "Zamba para no morir" (L. Quintana - N. Ambros - H. Rosales). Sin embargo, también interpretaba sus propias composiciones y aportó grandes éxitos como "Zamba del cantor enamorado" y "Zamba del gaucho guerrero".

## Muerte
El día viernes 2 de febrero de 1973, aproximadamente a las 17 horas, en medio de una intensa lluvia que obstruía la visibilidad, el automóvil que conducía Hernán Figueroa Reyes, un Fiat 128, se estrelló contra otro vehículo que marchaba en sentido contrario a la altura del km 109 de la Ruta Nacional 9. En el accidente, también resultaron heridos el acompañante de Figueroa Reyes, Juan Angel "Quique" Coria y los ocupantes del otro vehículo, de apellidos Checchi y Schultz. Hernán, su acompañante y las otras dos personas recibieron inmediato auxilio, siendo trasladados hasta una clínica de Zárate.
Tras estar tres días inconsciente y a pesar de ser tratado, Figueroa Reyes falleció el 5 de febrero de 1973, a los 36 años de edad, debido a las profundas heridas sufridas en el accidente. Sus restos descansan en el cementerio de Baradero, en la bóveda de la familia Berisso de Tonini.

## Legado
Varios artistas y personalidades del folclore le han rendido tributo varios años y décadas después de su muerte. En enero de 2017, la municipalidad de Cosquín inauguró una estatua a color de tamaño natural de Figueroa Reyes en la plaza Próspero Molina.Durante la ceremonia, estuvieron presentes el entonces ministro de Turismo de la Nación, Gustavo Santos, Julio Bañuelos, presidente de la Agencia Córdoba Turismo, Fabricio Díaz, director regional y el intendente de la ciudad, Gabriel Musso. También fueron invitados especialmente  las hijas del homenajeado, sus nietos y sobrinos. Bañuelos destacó: “queremos regalarle a Cosquín un nuevo atractivo, es que la Agencia Córdoba Turismo y el Ministerio de Turismo de la Nación, hemos coincidido una vez más, para realizarle un merecido reconocimiento a Hernán Figueroa Reyes que se enamoró de Cosquín y de su festival”.La estatua inaugurada es obra del escultor Fernando Pugliese, que trabaja en un sistema especial, con elementos como fibra de vidrio y epoxi, como hizo para realizar las figuras que ya están incorporadas al paisaje de la Plaza del Folklore, de Atahualpa Yupanqui, Mercedes Sosa y Jorge Cafrune. También se presentaron espectáculos independientes, entre ellos los que se realizaron  en octubre de ese año y, en noviembre del año siguiente, el grupo Kaymanta le realizó un homenaje mediante un espectáculo.

## Obra

### Álbumes solista
- Canta...  (1965), Emi-Odeón LDF 4310
- El corralero  (1966), Emi-Odeón LDB 96
- Todo un triunfador  (1967), CBS 8736
- El romántico trovador  (1967), CBS 8807
- El único  (1967), Odeón CM 4022
- Para los más jóvenes un regalo de...  (1967), CBS Entré 1122
- Margarito Tereré - Cantocuento  (1968),  CBS Entré 1128
- Hernán Figueroa Reyes  (1968),  CBS 8807
- Añorando (1969), Odeón CM 4078
- El Combate de San Lorenzo (1969), CBS 8937
- Hernán Figueroa Reyes (1970),  CBS 9044
- ¡Viva Güemes! (1971),  CBS 9098
- Folklore argentino en América por...  (1972), CBS 19234
- Adiós guitarrero  (1973). Cabal 1015

### Con Los Huanca Hua
- Folklore argentino,  (1961), Emi-Odeón LDI 472
- Folklore argentino Vol 2,  (1962), Emi-Odeón LDI 517

### Filmografía
Intérprete
- Argentinísima II (1973)

- Adolescente viaje al sol (1969)
- El cantor enamorado (1969)
- Ya tiene comisario el pueblo (1967)

Guionista
- El cantor enamorado (1969)

Dirección musical
- El cantor enamorado (1969)

Temas musicales
- Adolescente viaje al sol (1969)